# Langues en Thaïlande
Les linguistes dénombrent plus de 60 langues en Thaïlande, appartenant à plusieurs familles linguistiques. En nombres de locuteurs, ces familles sont représentées comme suit :
- Langues tai-kadai : 93,5 %,
- Langues austroasiatiques : 2 %,
- Langues austronésiennes : 2 %,
- Langues tibéto-birmanes : 1 %,
- Langues hmong-mien : 0,2 %.

Les langues de la famille tai-kadai sont largement dominantes en Thaïlande.
Avec plus de 20 millions de locuteurs (soit près de 30 % de la population du pays), le thaï proprement dit, ou siamois, est la langue la plus parlée.
La seconde langue, le thaï du Nord-Est, également appelé thaï isan, est en réalité plus proche de la langue lao du Laos. Avec 15 millions de locuteurs, il montre l'existence d'une forte minorité isan.
Deux autres langues, le thaï du Nord ou thaï lanna, parlé notamment dans les régions de Chiang Mai et Chiang Rai, avec 6 millions de locuteurs, et le thaï du Sud, parlé dans le sud du pays, avec 5 millions de locuteurs, témoigne d'une diversité linguistique plus grande que ne le laisse supposer le terme de « thaï ».
Enfin, les différents parlers malais, en particulier le malais de Pattani avec 3,1 millions de locuteurs (5 % de la population de la Thaïlande) témoignage d'un héritage historique, celui de la suzeraineté des royaumes successifs de Sukhothaï, d'Ayutthaya et de Siam sur l'ancien royaume malais de Patani.
Autrefois langue étrangère importante avant 1945, la langue française a fortement décliné : avant 1947, la Thaïlande était située entre l'Inde britannique et l'Indochine française. Une partie de l'élite thaïe savait parler français. Le roi Rama IX était francophone, mais le français ne concerne plus que quelques milliers d'étudiants. 
La langue anglaise est beaucoup plus importante: au moins 3 % des Thaïlandais parlent anglais en seconde langue.

## Langues de Thaïlande
| Langue                | Nombre de locuteurs en Thaïlande | Région | Famille         |
| --------------------- | -------------------------------- | --- | --------------- |
| Aheu                  | 750                              | Sakon Nakhon | Austroasiatique |
| Akha                  | 60 000                           | Chiangmai, Chiangrai, Maehongson                                                                                       | Sino-tibétaine  |
| Bisu                  | 1 000                            | Chiangrai, Lampang | Sino-tibétaine  |
| Blang                 | 1 200                            | Chiangrai | Austroasiatique |
| Bru oriental          | 5 000                            | Sakon Nakhon | Austroasiatique |
| Bru occidental        | 20 000                           | Mukdahan | Austroasiatique |
| Cham occidental       | 4 000                            | Ban Khrue, Bangkok | Austronésienne  |
| Chong                 | 500                              | Chantaburi, Trat Province                                                                                              | Austroasiatique |
| Hmong Daw             | 32 395                           | | Hmong-mien      |
| Hmong Njua            | 33 000                           | | Hmong-mien      |
| Iu mien               | 40 000                           | Nord | Hmong-mien      |
| Karens, Pa'o          | 743                              | Maehongson | Sino-tibétaine  |
| Karen, Phrae Pwo      |                                  | Nord | Sino-tibétaine  |
| Karen, Pwo du Nord    | 60 000                           | Nord-ouest | Sino-tibétaine  |
| Karen, Pwo occidental | 50 000                           | Nord | Sino-tibétaine  |
| Karen, S'gaw          | 300 000                          | Tak, Maehongson, Chiangmai, Chiangrai                                                                                  | Sino-tibétaine  |
| Kayah oriental        | 98 642                           | Maehongson | Sino-tibétaine  |
| Kensiu                | 300                              | Yala, Phattaloong, Satun, Narathiwat                                                                                   | Austroasiatique |
| Khmer du Nord         | 1 117 588                        | Nord-est | Austroasiatique |
| Khmu                  | 31 403                           | Chiangrai, Nan, Phayao                                                                                                 | Austroasiatique |
| Khün                  | 6 281                            | Chiangrai, Chiangmai                                                                                                   | Tai-kadai       |
| Kintaq                |                                  | Sud | Austroasiatique |
| Kuy                   | 300 000                          | Est | Austroasiatique |
| Lahu                  | 32 000                           | Chiangmai, Chiangrai, Maehongson, Lampang, Tak                                                                         | Sino-tibétaine  |
| Lahu Shi              | 20 000                           | Nord-est | Sino-tibétaine  |
| Lamet                 | 100                              | Lampang, Chiangrai | Austroasiatique |
| Lawa oriental         | 7 000                            | Chiangmai, Chiangrai                                                                                                   | Austroasiatique |
| Lawa occidental       | 7 000                            | Chiangmai, Maehongson                                                                                                  | Austroasiatique |
| Lisu                  | 16 000                           | Chiangmai, Chiangrai, Maehongson, Tak, Sukhothai, Kamphaeng Phet                                                       | Sino-tibétaine  |
| Lü                    | 83 000                           | Nord | Tai-kadai       |
| Lua'                  | 6 281                            | Nan | Austroasiatique |
| Mal                   | 3 000 à 4 000                    | Nan | Austroasiatique |
| Malais                |                                  | Ranong | Austronésienne  |
| Malais de Pattani     | 3 100 000                        | Songkhla, Pattani, Narathiwat, Yala, Saiburi, Tak Bai                                                                  | Austronésienne  |
| Malais de Satun       |                                  | Satun | Austronésienne  |
| Mlabri                | 300                              | Frontière avec le Laos                                                                                                 | Austroasiatique |
| Mok                   | 7                                | Chiang Mai | Austroasiatique |
| Moken                 |                                  | Côte occidentale | Austronésienne  |
| Moklen                | 1 500                            | Côte occidentale | Austronésienne  |
| Môn                   | 107 630                          | Frontière avec la Birmanie, Kanchanaburi, Pathum Thani, Rat Buri, Surat Thani, Lopburi, Khorat, nord et sud de Bangkok | Austroasiatique |
| Mpi                   | 900                              | Phrae, Phayao | Sino-tibétaine  |
| Nyahkur               | 10 000                           | Centre | Austroasiatique |
| Nyaw                  | 50 000                           | Sakorn Nakorn, Nakorn Panom                                                                                            | Tai-kadai       |
| Nyeu                  | 200                              | Sisaket | Austroasiatique |
| Palaung, Pale         | 5 000                            | | Austroasiatique |
| Phai                  | 31 000                           | Nan | Austroasiatique |
| Phu Thai              | 156 000                          | Kham Chai, Nakorn Panom, Ubon, Kalasin, Sakorn Nakorn                                                                  | Tai-kadai       |
| Phuan                 | 98 605                           | | Tai-kadai       |
| Phunoi                |                                  | Chiangrai | Sino-tibétaine  |
| Pray                  | 38 808                           | Districts de Thung Chang et Pua                                                                                        | Austroasiatique |
| Saek                  | 11 000                           | Nord-est, Nakorn Panom                                                                                                 | Tai-kadai       |
| Shan                  | 60 000                           | Nord-ouest | Tai-kadai       |
| Sô                    | 58 000                           | Nakorn Panom, Sakorn Nakorn, Nong Kai, Kalasin                                                                         | Austroasiatique |
| Tai dam               | 700                              | Loei | Tai-kadai       |
| Tai nüa               |                                  | | Tai-kadai       |
| Thai                  | 20 182 571                       | Centre, Bangkok | Tai-Kadai       |
| Thai song             | 32 307                           | Kanchanaburi, Phetburi, Pitsanulok, Nakorn Sawaan, Nakorn Pathom, Suphanburi                                           | Tai-kadai       |
| Thaï du Nord-Est      | 15 000 000                       | 17 provinces du nord-est                                                                                               | Tai-kadai       |
| Thaï du Nord          | 6 000 000                        | Nord | Tai-kadai       |
| Thaï du Sud           | 5 000 000                        | 14 provinces dans le sud                                                                                               | Tai-kadai       |
| Tonga                 | 300                              | Sud | Austroasiatique |
| Ugong                 | 80                               | Kanchanaburi, Uthai Thani, Suphanburi                                                                                  | Sino-tibétaine  |
| Urak lawoi'           | 3 000                            | Phuket, Langta, côte occidentale                                                                                       | Austronésienne  |
| Yong                  | 12 561                           | Chiangrai, Chiangmai, Lamphun                                                                                          | Tai-kadai       |
| Yoy                   | 5 000                            | Sakorn Nakorn | Tai-kadai       |